# Свободная демократическая партия. Либералы
Свободная демократическая партия. Либералы (нем. FDP.Die Liberalen, фр. PLR.Les Libéraux-Radicaux, итал. PLR.I Liberali, романш. PLD.Ils Liberals) — правоцентристская политическая партия Швейцарии. Имеет третью по численности фракцию в Национальном совете Швейцарии и вторую по численности в Совете кантонов Швейцарии. Входит в европартию Альянс либералов и демократов за Европу. Высший орган — собрание делегатов (delegiertenversammlung), избирает — правление (vorstand), арбитражную комиссию (Schiedskommission) и контрольный отдел (Kontrollstelle), молодёжная организация — Молодые свободомыслящие Швейцарии (Jungfreisinnige Schweiz).

## История
Партия была образована в 2009 году в результате слияния Свободной демократической партии (СВДП) и Либеральной партии. Радикальная Свободная демократическая партия, также называемая "Радикалы", была крупнейшей партией швейцарского истеблишмента. Основанная в 1894 году, классические либеральные предшественники партии непосредственно управляли Швейцарией на протяжении большей части 19-го века и были направляющей силой, стоявшей за созданием современной Швейцарии. Либеральная партия, известная как "Старые либералы", представляла франкоязычный истеблишмент, опять же уходящий корнями в консервативный либерализм девятнадцатого века. У них также были отчетливо либеральные протестантские взгляды.
На федеральных выборах 2003 года две партии образовали избирательный альянс. На выборах число мест либералов сократилось до четырех, что ниже пяти, необходимых для формирования официальной группировки в Федеральном собрании, поэтому они сформировали совместное собрание. В июне 2005 года они вдвоем основали Союз радикалов и либералов, целью которого было продвижение либеральных целей путем углубления сотрудничества. В 2007 году женские отделения партий объединились, в то время как молодежные крылья объединились в следующем году, чтобы сформировать Молодых либералов. Соглашение о слиянии федеральных партий было согласовано в октябре 2008 года. Соглашение было принято 28 февраля 2009 года с обратной силой до 1 января 2009 года. Президент СВДП Фульвио Пелли из Тичино стал первым лидером партии, в то время как президент либералов Пьер Вайс был назначен одним из четырех вице-президентов.
Отдельные ветви Свободных демократов и либералов продолжали конкурировать друг с другом в Женеве, Вале и Во. В мае 2011 года два женевских отделения партии – Либеральная партия Женевы и Радикальная партия Женевы – объединились в единую СВДП.Кантональное отделение либералов. На федеральных выборах 2015 года СВДП увеличила свою долю голосов избирателей на 1,3 %, впервые с федеральных выборов 1979 года.